# سفارة الأرجنتين في بيرو
سفارة الأرجنتين في بيرو هي أرفع تمثيل دبلوماسي لدولة الأرجنتين لدى بيرو. تقع السفارة في ليما وهي تهدف لتعزيز المصالح الأرجنتينية في بيرو.

## وصلات خارجية
- قائمة سفارات الأرجنتين
- قائمة السفارات في بيرو